# Естанислау де Фигередо Памплона
Естанислау де Фигередо Памплона, најпознатији као Памплона (рођен у Белему, држава Пара, 24. марта 1904. — 29. октобра 1973) био је бразилски фудбалер у офанзивној везној улози.
Памплона је играо клупски фудбал за Ремо, Флуминенсе и Ботафого. Освојио је три државна првенства у лиги Рио де Жанеира (1930, 1933 и 1934). За бразилску репрезентацију је био у саставу за светски куп 1930., али никада није играо утакмицу. Умро је у 69. години.